# Касибиле
Касибиле је насеље у Италији у округу Сиракуза, региону Сицилија.
Према процени из 2011. у насељу је живело 4573 становника. Насеље се налази на надморској висини од 56 м.